# NGC 1214
NGC 1214 é uma galáxia espiral (S0-a) localizada na direcção da constelação de Eridanus. Possui uma declinação de -09° 32' 39" e uma ascensão recta de 3 horas, 06 minutos e 56,0 segundos.
A galáxia NGC 1214 foi descoberta em 21 de Outubro de 1886 por Lewis A. Swift.